# Antony Moulds
Antony James Moulds (Dunstable, 4 febbraio 1988) è un calciatore britannico naturalizzato gibilterriano, difensore dell'Europa Point.

## Carriera

### Nazionale
Il 27 marzo 2021 ha debuttato con la nazionale gibilterriana giocando l'incontro perso 4-1 contro il Montenegro, valido per le qualificazioni al campionato mondiale di calcio 2022.

## Statistiche

### Cronologia presenze e reti in nazionale
| Cronologia completa delle presenze e delle reti in nazionale ― Gibilterra | Cronologia completa delle presenze e delle reti in nazionale ― Gibilterra | Cronologia completa delle presenze e delle reti in nazionale ― Gibilterra | Cronologia completa delle presenze e delle reti in nazionale ― Gibilterra | Cronologia completa delle presenze e delle reti in nazionale ― Gibilterra | Cronologia completa delle presenze e delle reti in nazionale ― Gibilterra | Cronologia completa delle presenze e delle reti in nazionale ― Gibilterra | Cronologia completa delle presenze e delle reti in nazionale ― Gibilterra |
| Data                                                                      | Città                                                                     | In casa                                                                   | Risultato                                                                 | Ospiti                                                                    | Competizione                                                              | Reti                                                                      | Note                                                                      |
| ------------------------------------------------------------------------- | ------------------------------------------------------------------------- | ------------------------------------------------------------------------- | ------------------------------------------------------------------------- | ------------------------------------------------------------------------- | ------------------------------------------------------------------------- | ------------------------------------------------------------------------- | ------------------------------------------------------------------------- |
| 27-3-2021                                                                 | Podgorica                                                                 | Montenegro                                                                | 4 – 1                                                                     | Gibilterra                                                                | Qual. Mondiali 2022                                                       | -                                                                         |                                                                           |
| 30-3-2021                                                                 | Gibilterra                                                                | Gibilterra                                                                | 0 – 7                                                                     | Paesi Bassi                                                               | Qual. Mondiali 2022                                                       | -                                                                         | 81’                                                                       |
| Totale                                                                    |                                                                           | Presenze                                                                  | 2                                                                         |                                                                           | Reti                                                                      | 0                                                                         |                                                                           |